# Rudolf Marti
Pour les articles homonymes, voir Marti.
Rudolf Marti, né le 7 avril 1950, est un bobeur suisse ayant notamment remporté deux médailles aux Jeux olympiques et deux aux championnats du monde.

## Biographie
Rudolf Marti participe aux Jeux olympiques d'hiver de 1976 organisés à Innsbruck en Autriche. Il remporte l'argent en bob à quatre avec Erich Schärer, Ulrich Bächli et Josef Benz. Aux Jeux olympiques d'hiver de 1980, à Lake Placid aux États-Unis, il est à nouveau médaillé d'argent avec les mêmes coéquipiers. Marti remporte aussi deux médailles en bob à quatre aux championnats du monde : l'argent en 1977 à Saint-Moritz et en 1978 à Lake Placid.

## Palmarès

### Jeux Olympiques
- : médaillé d'argent en bob à 4 aux JO 1976.
- : médaillé d'argent en bob à 4 aux JO 1980.

### Championnats monde
- : médaillé d'argent en bob à 4 aux championnats monde de 1977 et 1978.